# Tatsunari Nagai
Tatsunari Nagai (japanisch 永井 建成 Nagaik Tatsunari; * 7. Juli 1995 in der Präfektur Kyōto) ist ein japanischer Fußballspieler.

## Karriere
Tatsunari Nagai erlernte das Fußballspielen in der Schulmannschaft der Kyoto Tachibana High School. Seinen ersten Vertrag unterschrieb er am 1. Februar 2014 bei Roasso Kumamoto. Der Verein aus Kumamoto spielte in der zweiten Liga. Nach drei Spielzeiten wechselte er im Januar 2017 nach Kyōto zum Ligakonkurrenten Kyōto Sanga. Die Saison 2018 stand er beim Regionalligisten Iwaki FC in Iwaki unter Vertrag. Über den Asuka FC wechselte er im Februar 2020 zum FC Tiamo Hirakata. Mit dem Verein spielte er in der fünften Liga. Hier trat er in der Kansai Soccer League (Div. 1) an. Am Ende der Saison 2020 wurde er mit dem Verein Meister und stieg in die vierte Liga auf. In der vierten Liga stand er siebenmal zwischen den Pfosten. Im Januar 2022 unterschrieb er in Osaka einen Vertrag beim Viertligisten FC Osaka. Am Ende der Saison feierte er mit Osaka die Vizemeisterschaft und den Aufstieg in die dritte Liga. Nach insgesamt 102 Ligaspielen wechselte er im Januar zum Erstligisten Shonan Bellmare.